# معركة جبل أوستن، والحصان الجامح، وحصان البحر
وقعت معركة جبل أوستن، والحصان الراكض، وحصان البحر، والتي يُطلق على جزء منها أحيانًا اسم معركة غيفو، في الفترة من 15 ديسمبر 1942 إلى 23 يناير 1943. وكانت هذه المعركة اشتباكًا رئيسيًا بين القوات الأمريكية وقوات الإمبراطورية اليابانية في التلال القريبة من منطقة نهر ماتانيكاو في جزيرة جوادالكانال، وذلك خلال حملة جوادالكانال. كانت القوات الأمريكية تحت القيادة العامة للواء ألكسندر باتش، بينما كانت القوات اليابانية تحت القيادة العامة للفريق هاروكيشي هياكاتاكي .
في المعركة، هاجم الجنود الأميركيون ومشاة البحرية، بمساعدة السكان الأصليين لجزر سليمان، قوات الجيش الإمبراطوري الياباني التي كانت تدافع عن مواقع محصنة جيدًا ومتخندقة على عدة تلال ومرتفعات. كانت أبرز هذه التلال تُعرف لدى الأميركيين باسم جبل أوستن، والحصان الراكض، وحصان البحر. كانت القوات الأميركية تسعى إلى تدمير القوات اليابانية في جوادالكانال، بينما حاولت القوات اليابانية التمسك بمواقعها الدفاعية حتى وصول التعزيزات.
عانى كلا الجانبين من صعوبات شديدة أثناء القتال في الأدغال الكثيفة والبيئة الاستوائية لمنطقة المعركة. كما أن العديد من الجنود الأميركيين كانوا يشاركون في عمليات قتالية للمرة الأولى. من جهة أخرى، كانت القوات اليابانية مقطوعة إلى حد كبير عن الإمدادات، مما أدى إلى معاناتها الشديدة من سوء التغذية ونقص الرعاية الطبية. بعد مواجهة بعض الصعوبات، نجحت القوات الأميركية في السيطرة على جبل أوستن، حيث تمكنت من تقليل خطر موقع دفاعي محصن بشدة يُعرف باسم "غيفو"، إلى جانب السيطرة على كل من "الحصان الراكض" و"حصان البحر". في هذه الأثناء، قررت القوات اليابانية التخلي عن جوادالكانال وانسحبت إلى الساحل الغربي للجزيرة. ومن هناك، تم إجلاء معظم الجنود اليابانيين الناجين بنجاح خلال الأسبوع الأول من فبراير 1943.

## خلفية

### حملة غوادالكانال
عد ثمانية أشهر من بداية حرب المحيط الهادئ، في 7 أغسطس 1942، نزلت القوات الحليفة (وأغلبها قوات أميركية) على جزر جوادالكانال وتولاجي وفلوريدا في جزر سليمان.كان الهدف من هذه الإنزال منع اليابانيين من استخدام هذه الجزر كقواعد تهدد طرق الإمداد بين الولايات المتحدة وأستراليا، إضافةً إلى تأمينها كنقاط انطلاق لحملة تهدف في النهاية إلى عزل القاعدة اليابانية الرئيسية في رابول، مع دعم حملة الحلفاء في غينيا الجديدة. وقد أدى هذا الإنزال إلى بدء حملة جوادالكانال التي استمرت ستة أشهر.
فوجئ اليابانيون بالهجوم. وبحلول ليلة 8 أغسطس، تمكنت القوات الحليفة، البالغ عددها 11,000 جندي – ومعظمهم من الفرقة الأولى لمشاة البحرية الأميركية بقيادة الفريق ألكسندر فاندجريفت – من تأمين جزيرة تولاجي والجزر الصغيرة القريبة، بالإضافة إلى المطار الياباني قيد الإنشاء في لونغا بوينت على جزيرة جوادالكانال. لاحقًا، أعاد الحلفاء تسمية المطار باسم مطار هندرسون. كانت الطائرات الحليفة التي تعمل من مطار هندرسون تُعرف باسم "سلاح الجو كاكتوس" (CAF)، وذلك وفقًا لاسم الرمز الحربي الذي أطلقه الحلفاء على جوادالكانال.لحماية المطار، أنشأ مشاة البحرية الأميركية خط دفاع محيطًا بمنطقة لونغا بوينت. أدت التعزيزات الإضافية إلى زيادة عدد القوات الأميركية في لونغا بوينت بجوادالكانال إلى أكثر من 20,000 جندي.
1. 1 2  Histropedia، QID:Q23038974